# Anthurium paraguayense
Anthurium paraguayense är en kallaväxtart som beskrevs av Adolf Engler. Anthurium paraguayense ingår i släktet Anthurium och familjen kallaväxter.

## Underarter
Arten delas in i följande underarter:
- A. p. coroicoanum
- A. p. paraguayense